# Distretto di Abashiri
Il distretto di Abashiri (網走郡?) è uno dei distretti della sottoprefettura di Okhotsk, Hokkaidō, in Giappone.
Attualmente comprende i comuni di Bihoro, Ōzora e Tsubetsu.